# 渡辺義介
渡辺 義介（渡邊、わたなべ ぎすけ、1888年4月12日 - 1956年1月6日）は、日本の経営者。日本製鐵・八幡製鐵（現・日本製鉄）社長。

## 経歴
新潟県西蒲原郡弥彦村出身。日本石油会社支配人・渡辺忠の二男として生まれ、新潟県立柏崎中学校、第四高等学校を経て、1915年東京帝国大学法科大学経済学科卒。同年文官高等試験行政科試験に合格、農商務省に入る。官営八幡製鉄所に勤務を経て、商工省に戻り、鉱山局鉱政課長を歴任する。
1934年に日本製鐵が発足すると八幡製鉄所に戻り、所長となった。その後、1942年には北支那製鉄社長に就任、鉄鋼統制会理事長も務めた。1945年、日本製鐵社長となり、鉄鋼統制会会長に就任した。
戦後、公職追放となり、追放中の1948年（昭和23年）10月、兵器処理問題に関し、衆議院不当財産取引調査特別委員会に証人喚問された。追放解除後の1952年、もく星号墜落事故で死去した三鬼隆の後任の八幡製鐵社長に就任し、日本鉄鋼連盟会長にもなった。このほか経団連副会長も務めた。1956年に狭心症により死去。墓所は多磨霊園。

## 没後
渡辺を記念して八幡製鉄会社は1000 万円を日本鉄鋼協会に寄付、同資金を基に、渡辺義介賞と渡辺義介記念賞を儲け、日本の鉄鋼業の進歩発達に貢献した者に同賞を贈っている。

## 家族
- 父・渡辺忠 - 日本石油会社支配人
- 兄・渡辺譲吉 - 東京帝国大学工科大学機械科卒。彌満和製作所創業者。[5][6]
- 妻・恭 - 甲野棐の二女[7]。恭の母方叔父に乙骨太郎乙、弟に甲野勇。
- 長男・渡辺慎介 - 日興産業会長[2]
- 次男・渡辺庸介 - 海軍中尉 従七位勲六等[2]